# Фугу
Фу́гу (яп. 河豚 фугу) — традиционное блюдо японской кухни из некоторых видов ядовитых рыб семейства иглобрюхих (Tetraodontidae) рода Takifugu (также называемых рыба фугу), печень которых содержит яд тетродотоксин. В Японии фугу считается деликатесом и пользуется большой популярностью.

## Приготовление и употребление

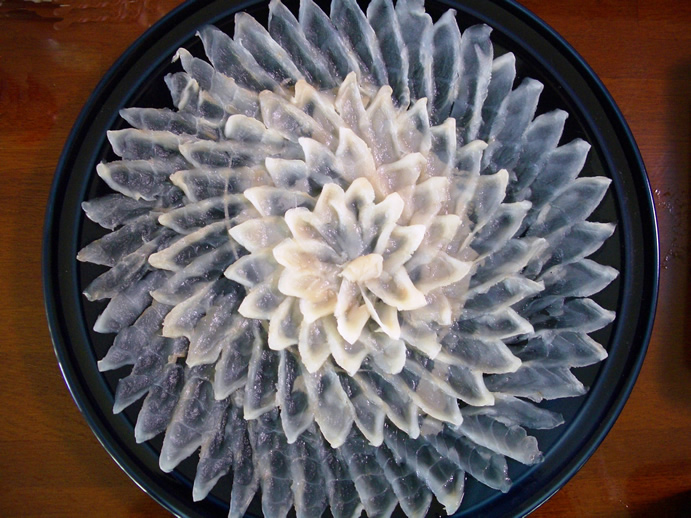
Сашими из фугу

Чаще всего для приготовления фугу используется рыба вида бурый скалозуб (Takifugu rubripes). В любом случае рыба, из которой готовится блюдо, содержит смертельную дозу тетродотоксина, концентрация которого должна быть уменьшена до допустимой в процессе приготовления. Фугу считается деликатесом, её употребляют с целью «пощекотать себе нервы».
Приём в пищу неправильно приготовленного фугу может привести к смерти. Поэтому для приготовления фугу в специальных ресторанах, начиная с 1958 года, японским поварам необходимо проходить специальное обучение и получать лицензию. При прохождении практического экзамена повар должен сам съесть блюдо из фугу, которое только что приготовил.
Несмотря на лицензирование работы поваров, готовящих фугу, ежегодно некоторое количество людей, съевших неверно приготовленное блюдо, погибает от отравления. Так, с 2004 по 2007 годы 15 человек погибло, отравившись фугу, и около 115 человек были госпитализированы. В 2009 году семеро посетителей ресторана японского города Цуруоки (севернее Токио) отравились блюдом из фугу.
На протяжении долгого периода в Японии запрещалось употреблять фугу в пищу и даже существовал запрет на вылов рыбы фугу. Аналогичные запреты действуют сейчас в некоторых странах Юго-Восточной Азии, впрочем, они не всегда эффективны. Так, несмотря на запрет рыбы фугу в Таиланде с 2002 года, её до сих пор можно приобрести на местных рынках.
В апреле 2023 года семейная пара из Малайзии купила на местном рынке рыбу фугу и приготовила её себе на обед. 83-летняя женщина скончалась, её 84-летний супруг впал в кому. Как было сказано выше, неправильное приготовление этой рыбы может привести к смерти.

## Токсичность
Рыба фугу содержит смертельную дозу тетродотоксина во внутренних органах, в основном в печени и икре, желчном пузыре, а также в коже. Наиболее ядовитые — печень и икра рыбы, поэтому их в пищу не употребляют. Остальные части рыбы можно употреблять только после тщательной специальной обработки. Яд обратимо (способен метаболизироваться) блокирует натриевые каналы мембран нервных клеток, парализует мышцы и вызывает остановку дыхания. В настоящее время не существует противоядия, единственная возможность спасти отравившегося человека — искусственно поддерживать функции дыхательной и кровеносной систем до тех пор, пока не закончится действие яда.
В настоящее время существует возможность массово выращивать рыбу фугу, не содержащую яда. Исследования показали, что рыба фугу не вырабатывает нейротоксин, а лишь накапливает его в своём организме. Тетродотоксин вырабатывается морскими бактериями, которых поедают различные живые организмы. Иглобрюх приобретает токсичность с пищей, специальные механизмы при участии белков-переносчиков захватывают тетродотоксин в печени рыбы и с кровотоком транспортируют его в кожу и другие органы. Стоит отметить, что в отличие от пресноводных ядовитых представителей иглобрюхов, у которых максимальная концентрация нейротоксина наблюдается в коже, у фугу тетродотоксин накапливается преимущественно в яичниках и печени.
При искусственном разведении рыбы можно избежать накопления яда просто за счёт смены режима кормления. Впрочем, против этого существуют коммерческие соображения (повара-асы не хотят терять высокооплачиваемую работу), возражения ревнителей традиций (которым не хотелось бы, чтобы рыба потеряла романтический ореол риска) и даже возражения самих потребителей, которые любят ощущение опасности.